# Kazuki Yamaguchi (fotbollsspelare född 1995)
Kazuki Yamaguchi (山口 和樹 Yamaguchi Kazuki?), född 15 maj 1995 i Aichi prefektur, är en japansk fotbollsspelare.
Yamaguchi började sin karriär 2018 i Shonan Bellmare. Med Shonan Bellmare vann han japanska ligacupen 2018. 2020 flyttade han till FC Ryukyu.